# (367789) 2011 AG5
(367789) 2011 AG5 (também escrito como (367789) 2011 AG5) é um asteroide próximo da Terra e um objeto potencialmente perigoso. Ele possui uma magnitude absoluta de 21,8 e tem um diâmetro de cerca de 140 metros. Ele foi retirado da tabela de risco da Sentry em 21 de dezembro de 2012 e, como tal, tem agora uma classificação de 0 na Escala de Turim.

## Descoberta
(367789) 2011 AG5 foi descoberto no dia 8 de janeiro de 2011, pelo Mt. Lemmon Survey.

## Órbita
A órbita de (367789) 2011 AG5 tem uma excentricidade de 0,3902 e possui um semieixo maior de 1,430 UA. O seu periélio leva o mesmo a uma distância de 0,8723 UA em relação ao Sol e seu afélio a 1,989 UA.